# بیکمورزینو
بیکمورزینو (انگلیسی: Bikmurzino) یک شهرک در شهرستان نوریمانوفسکی استان باشقیرستان کشور روسیه است.